# Oxyura
Oxyura Bonaparte, 1828 è un genere della famiglia degli Anatidi. Le cinque specie in esso raggruppate, note comunemente come gobbi o anatre dalla coda rigida, sono tutte australi a eccezione di due. Piccole e tarchiate, con una coda sostenuta da corte penne rigide che funge sott'acqua da timone, rivelano zampe molto arretrate, dal che il camminare sul terreno diviene goffo e stentato. I maschi hanno abito castano scuro o marrone, sovente con testa nera o bianca e nera, mentre molte specie hanno becco d'un vivido blu. Le femmine in generale hanno colore bruno piuttosto smorto. Il volo, sostenuto dalle tozze ali, è rapido e diretto, spesso dopo un faticoso decollo. I corteggiamenti dei maschi sono relativamente elaborati.
Quasi tutte le anatre dalla coda rigida effettuano due mute nell'arco dei dodici mesi a differenza di quelle specie della selvaggina acquatica che cambiano le penne delle ali una volta all'anno.

## Tassonomia
Il genere Oxyura comprende le seguenti specie:
- Oxyura jamaicensis (J.F.Gmelin, 1789) - gobbo della Giamaica
- Oxyura ferruginea (Eyton, 1838)- gobbo rugginoso americano
- Oxyura vittata (Philippi, 1860) - gobbo lacustre
- Oxyura australis Gould, 1837 - gobbo beccazzurro
- Oxyura maccoa (Eyton, 1838) - gobbo maccoa
- Oxyura leucocephala (Scopoli, 1769) - gobbo rugginoso